# Pierre Guiraud
Pour les articles homonymes, voir Guiraud.
Cet article possède un paronyme, voir Pierre Giraud.
Pierre Guiraud est un linguiste français né le 26 septembre 1912 à Sfax (Tunisie) et mort le 2 février 1983.

## Biographie
D'abord professeur de français, Pierre Guiraud est l'auteur d'une thèse de lettres sur la poétique de Paul Valéry.
En 1963, il est nommé professeur de linguistique à l'université de Nice, où il a notamment pour élève Louis-Jean Calvet, et continuateur dans le laboratoire Bases, Corpus et Langage, Étienne Brunet.
Auteur d'une œuvre importante et originale, il a publié en particulier un Dictionnaire des étymologies obscures, un Dictionnaire érotique, des ouvrages sur François Villon, sur la stylistique, sur Les Gros mots, Le Français populaire, L'Argot, Les Jeux de mots… Avec Les Caractères statistiques du vocabulaire (1954), il est à l'échelle française et internationale un des fondateurs de ce qui deviendra la statistique textuelle et de l'analyse de données textuelles.

## Œuvres
- Langage et versification d’après l’œuvre de Paul Valéry, Klincksieck, 1953
- Index des mots des « Cinq grandes odes » de Paul Claudel, Klincksieck, 1954
- Les Caractères statistiques du vocabulaire, Presses universitaires de France, 1954
- Bibliographie critique de la statistique linguistique, Éditions Spectrum, 1954
- La Grammaire, coll. « Que sais-je ? », Presses universitaires de France, 1958
- La Stylistique, coll. « Que sais-je ? », Presses universitaires de France, 1963
- Structures étymologiques du lexique français, Larousse, 1967
- Le Jargon de Villon ou le Gai Savoir de la coquille, Gallimard, 1968
- Les Mots savants, « Que sais-je ? », Presses universitaires de France, 1968
- Essais de stylistique, Klincksieck, 1969
- La Syntaxe du français, coll. « Que sais-je ? » № 984, Presses universitaires de France, 1970
- La Stylistique : Lectures choisies, Klincksieck, 1970
- Le Testament de Villon ou le Gai Savoir de la basoche, Gallimard, 1970
- La Versification, coll. « Que sais-je ? », Presses universitaires de France, 1970
- Les Mots étrangers, coll. « Que sais-je ? », Presses universitaires de France, 1971
- Patois et dialectes français, coll. « Que sais-je ? », Presses universitaires de France, 1971
- La Sémiologie, coll. « Que sais-je ? », Presses universitaires de France, 1971
- L'Étymologie, coll. « Que sais-je ? », Presses universitaires de France, 1972
- Le Moyen Français, « Que sais-je ? », Presses universitaires de France, 1972
- L’Argot, coll. « Que sais-je ? », Presses universitaires de France, 1973
- Les Locutions françaises, coll. « Que sais-je ? », Presses universitaires de France, 1973
- L’Ancien Français, coll. « Que sais-je ? », Presses universitaires de France, 1975
- Les Gros Mots, coll. « Que sais-je ? », Presses universitaires de France, 1975
- Les Jeux de mots, coll. « Que sais-je ? », Presses universitaires de France, 1976
- Sémiologie de la sexualité, Payot, 1978
- Dictionnaire érotique, Payot, 1978
- Dictionnaire des étymologies obscures, Payot, 1982